# Spermosyllis capensis
Spermosyllis capensis är en ringmaskart som beskrevs av Francis Day 1953. Spermosyllis capensis ingår i släktet Spermosyllis och familjen Syllidae. Inga underarter finns listade i Catalogue of Life.